# Incumbencyeffekten
Incumbencyeffekten är ett uttryck som beskriver fördelen som tidigare folkvalda representanter har gentemot nykomlingar, då det gäller att bli omvald har de bland annat erfarenhet, de är kända hos väljarna, de har tillgång till finansiering etc. En stor anledning till att man ofta blir omvald i enmansvalkretsar i exempelvis USA.